# Marie-Anne Isler-Béguin
Marie-Anne Isler-Béguin, née le 30 juin 1956 à Boulay-Moselle, est une femme politique française, membre des Verts. Tête de liste des Verts pour les élections au Parlement européen de 1994, elle est élue députée européenne à celles de 1999.

## Biographie
Marie-Anne Isler Béguin est diplômée de sciences de l'écologie et licenciée en géographie et aménagement du territoire[réf. nécessaire]. Enseignante, puis fondatrice d'un bureau d'études en environnement, elle est membre du conseil national des Verts[Quand ?], ancienne porte-parole nationale des Verts français. Cofondatrice puis porte-parole de l'Euro-région « Sarre Lorraine Luxembourg », elle est aussi la cofondatrice de la Fédération européenne des partis verts en 1993, puis du Parti vert européen en 2004. Elle est Vice-présidente du Parlement européen de 1991 à 1994.
Le 12 janvier 2007, alors que Dominique Voynet a été investie comme candidate à la présidentielle par les Verts, elle demande le retrait de cette dernière, et lance, avec Marie-Hélène Aubert et Jean-Luc Bennahmias, un appel à la candidature de Nicolas Hulot[réf. nécessaire].
En août 2007, elle est chef de la mission des observateurs de l'Union européenne pour les élections au Sierra Leone. En octobre 2008, elle signe le manifeste d'Europe Écologie pour le rassemblement des écologistes aux élections européennes de 2009.
Après avoir arrêté la politique, Dominique Gros, candidat à sa propre succession en 2014[pas clair], la convainc de reprendre le flambeau, et elle devient quelques mois après l'élection vice-présidente de Metz-métropole chargée de la mobilité. À la mort de Jean-Marie Pelt, elle essaie de relancer les travaux de l'Institut européen d’écologie qu'elle préside[réf. nécessaire].